# Maji csata
A maji csata (馬邑之戰) a Han-dinasztia és a hsziungnuk közötti hosszan elhúzódó háború keretei között alakult ki és a Han udvar jellegzetes, offenzív hadi politikáját alapozta meg. Kr. e. 133-ban Vang huj (Wang Hui), a hűbéres ügyek minisztere tanácsát követték, akinek ott voltak a tábornokai, hogy csapdát állítsanak Csüncsen Sanjünek (Junchen Shanyu-nak). A terv mögött egy nagy hatalmú helyi nemes ember, Maji (Mayi)-i Nie Vengji (Nie Wengyi) állt, akit megtévesztően követeltek, hogy ajánlja fel a várost a hunoknak, miután megölte a megyei elöljárót. A tervüknek el kellett csalnia a közelítő Csüncsen Sanjüt (Junchen Shanyut) Majin (Mayin) keresztül annyira, hogy a Han erők, amiket elrejtettek a város körül, lesből támadhassák őket. A terv megbukott, amikor egy katona, akit elfogtak a hunok, felfedte az egész tervet Csüncsen Sanjünek (Junchen Shanyu-nak), aki aztán gyorsan visszavonult, mielőtt a Han erők cselekedhettek volna. Ez vetett véget a békének a Hanok és Hsziungnuk között, és ezen hadi vállalkozás miatt állandó csatározások folytak a határokon.